# Berndt Koberstein
Berndt Koberstein (* 31. August 1956 in Bremerhaven; † 28. Juli 1986 in der Nähe von Matagalpa, Nicaragua) war ein deutscher Gewerkschafter und Kommunist. Er wurde im Jahre 1986 während der Durchführung eines humanitären Hilfsprojekts in Nicaragua von Mitgliedern der rechtsgerichteten Guerilla-Gruppierung Contras ermordet.

## Leben
Berndt Koberstein wuchs in Freiburg im Breisgau auf und besuchte das dortige Staudinger-Gymnasium, welches er nach Abschluss der elften Klasse gegen seinen Willen verlassen musste. Während seiner darauf folgenden Lehre als Maschinenschlosser wurde er Mitglied in der IG Metall und war als Jugendvertreter aktiv. Geprägt durch seine Erfahrungen in Beruf und Gewerkschaft entwickelte er sich zum Kommunisten: 1974 trat er in die Sozialistische Deutsche Arbeiterjugend (SDAJ), 1975 in die Deutsche Kommunistische Partei (DKP) ein.
Als er nach Abschluss seiner Lehre nicht übernommen wurde, arbeitete Koberstein zwei Jahre lang als Schichtarbeiter bei Ford in Köln. Nach seiner Rückkehr nach Freiburg musste er seinen Beruf aus gesundheitlichen Gründen aufgeben und absolvierte eine Umschulung zum Zahntechniker, blieb aber arbeitslos.

### Humanitäre Arbeit in Nicaragua
Im Jahre 1983 ging Koberstein zum ersten Mal im Rahmen einer DKP-Brigade nach Nicaragua und arbeitete dort einige Zeit in der Brigade „Carlos Fonseca“ am Aufbau der Druckerei „Los Muchachos“ der Juventud Sandinista, der Jugendorganisation der FSLN. Das zuvor diktatorisch regierte Land hatte sich erst wenige Jahre zuvor durch eine Revolution befreit. Ein Jahr nach seiner ersten Reise wurde nahe Wiwilí der Freiburger Arzt Albrecht „Tonio“ Pflaum durch die Contras, eine Gruppierung paramilitärisch organisierter Rebellen, welche erheblich durch die USA finanziert wurden und die neue Regierung stürzen sollten, ermordet (→ Contra-Krieg). Daraufhin gründete sich in Freiburg ein Freundeskreis für den verstorbenen Pflaum, in dessen Auftrag Koberstein im Jahre 1984 als Projektleiter erneut nach Nicaragua ging, um eine Trinkwasserversorgung für Wiwili zu errichten.

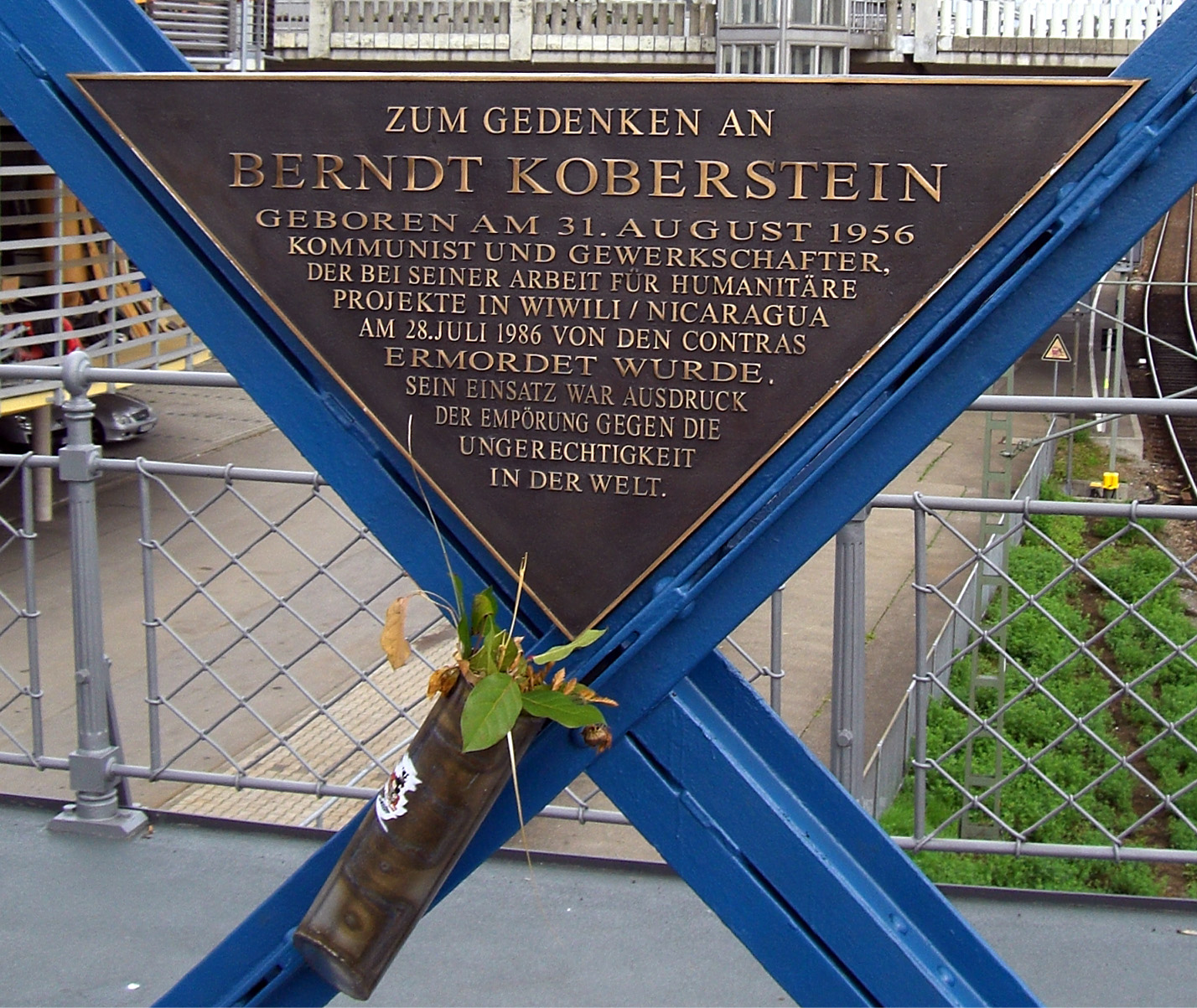
Gedenktafel an der Wiwili-Brücke in Freiburg

### Tod
Nach mehreren Monaten Arbeit an dem Wasserprojekt befand sich Koberstein auf dem Rückweg aus der Provinzhauptstadt Matagalpa, als er mit seinen Begleitern durch Mitglieder der Contras angegriffen wurde. Zusammen mit zwei weiteren Aufbauhelfern und drei Nicaraguanern wurde er aus dem Hinterhalt erschossen. Koberstein wurde in Matagalpa beigesetzt. Anfang August 1986 forderte der DKP-Vorsitzende Herbert Mies Bundeskanzler Helmut Kohl auf, Schritte zu unternehmen, um Ermittlungen wegen Mordes zu ermöglichen. Ob im Fall Koberstein jemals derartige Ermittlungen geführt wurden, und wenn, wo, ist unbekannt.

## Nachwirken
Im Jahre 1988 wurde eine Städtefreundschaft zwischen dem deutschen Freiburg im Breisgau und dem nicaraguanischen Wiwilí geschlossen. 2015 wurde Wiwilí offizielle Partnerstadt Freiburgs. Auf der Wiwilíbrücke erinnert eine Gedenktafel an Berndt Koberstein wie auch an den Arzt Albrecht Pflaum. Des Weiteren ist in Matagalpa eine Vor- und Grundschule nach ihm benannt. Die von Koberstein geplante Wasserleitung wurde 1990 fertiggestellt.
Im Mai 2012 wurde erstmals in Freiburg der mit 10.000 € dotierte Berndt-Koberstein-Preis für Zusammenleben und Solidarität vergeben. Die ersten Preisträger sind das Südbadische Aktionsbündnis gegen Abschiebungen und der Künstler Richard Schindler.